# 布里蒂泽鲁
布里蒂泽鲁是巴西米纳斯吉拉斯州的一个市镇。总面积7225.595平方公里，总人口26133人，人口密度3.6人/平方公里。